# Edelstauden
Edelstauden är en ort i  kommunen Pirching am Traubenberg i Österrike. Den ligger i distriktet Südoststeiermark i förbundslandet Steiermark.
Edelstauden var tidigare en självständig kommun, men blev den 1 januari 2015 en del av kommunen Pirching am Traubenberg.